# گاه‌شمار سلوکیان و اشکانیان
این گاه‌شمار از سال ۳۳۰ پیش از میلاد یعنی حمله اسکندر مقدونی به امپراتوری هخامنشی و ویرانی تخت جمشید و پایان پادشاهی هخامنشیان آغاز و تا پایان سلسله اشکانیان و بنیانگذاری ساسانیان در سال ۲۲۴ میلادی می‌باشد.
سلوکیان و اشکانیان به مدت ۳۱۰ سال دو امپراتوری همسایه بودند و بر ایران زمین حکومت کردند.

## پیش از میلاد

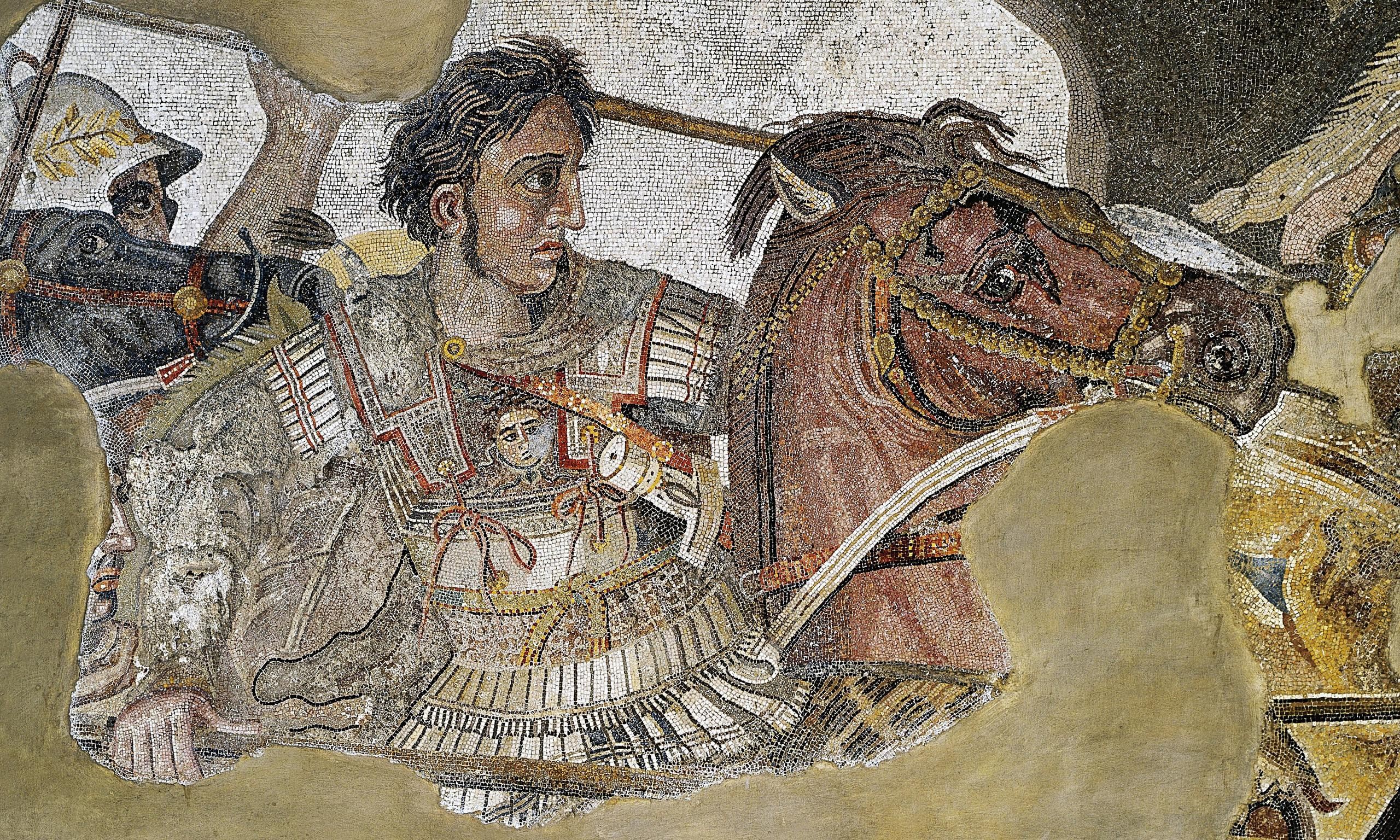
تصویر ۱: اسکندر مقدونی

- ۳۳۰ تا ۳۲۸: حمله اسکندر مقدونی (تصویر ۱: نقاشی) به شمال شرق و شرق ایران، بنای تعدادی شهر تحت عنوان اسکندریه، انتصاب تعدادی از ایرانیان توسط اسکندر به عنوان ساتراپ و همچنین انتصاب برخی از فرماندهان ایرانی در ارتش اسکندر.
  - ۳۲۷ تا ۳۲۶: حمله اسکندر به هندوستان.
  - ۳۲۳: بازگشت اسکندر به بابل، بیماری و مرگ اسکندر در سن ۳۳ سالگی.
- حدود ۳۲۰: بنیانگزاری پادشاهی سلوکیان به وسیله سلوکوس یکم.
- ۳۰۵: تاجگذاری و آغاز سلطنت سلوکوس یکم.
- ۲۸۱: قتل سلوکوس یکم.
- ۲۸۱: تاجگذاری آنتیوخوس یکم.
- ۲۶۱: تاجگذاری آنتیوخوس دوم.
  - ۲۶۱: اعلام استقلال سرزمین باختر توسط دیودوت یکم از حکومت سلوکی. وی نخستین شاه دولت یونانی بلخ بود.

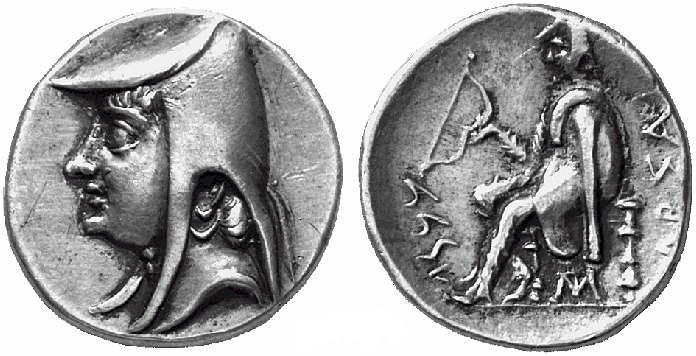
تصویر ۲: سکه با تصویر ارشک یکم

- ۲۴۷: بنیانگذاری سلسله اشکانیان (پارتیان) توسط ارشک یکم. (تصویر ۲: سکه)
- ۲۲۳: آغاز سلطنت آنتیوخوس سوم سلوکی.
- ۲۱۷: آغاز سلطنت اشک دوم.
  - ۱۹۲ تا ۱۸۸: جنگ‌های روم علیه آنتیوخوس سوم.
- حدود ۱۹۱: آغاز سلطنت فریاپت.
- ۱۸۷: مرگ آنتیوخوس سوم.
- ۱۷۵: آغاز پادشاهی آنتیوخوس چهارم.
- ۱۷۱: آغاز پادشاهی مهرداد یکم.
- ۱۶۸: تخلیه مصر توسط آنتیوخوس چهارم.
- ۱۶۴: مرگ آنتیوخوس چهارم.
- ۱۶۲: آغاز پادشاهی دیمتریوس یکم و آغاز انحطاط سلوکیان.
- ۱۵۵: فتح سرزمین ماد به وسیله مهرداد یکم.
- ۱۴۱: ورود مهرداد یکم به بین‌النهرین و آزادی شهر سلوکیه.
- ۱۴۰: حمله دیمتریوس دوم به قوای مهرداد یکم اشکانی. در این یورش دیمتریوس دوم شکسن خورده و اسیر می‌گردد.
- ۱۳۸: مرگ مهرداد یکم و آغاز سلطنت فرهاد دوم.
- ۱۲۹: شکست آنتیوخوس هفتم به وسیله فرهاد دوم.
- ۱۲۴: آغاز پادشاهی مهرداد دوم.

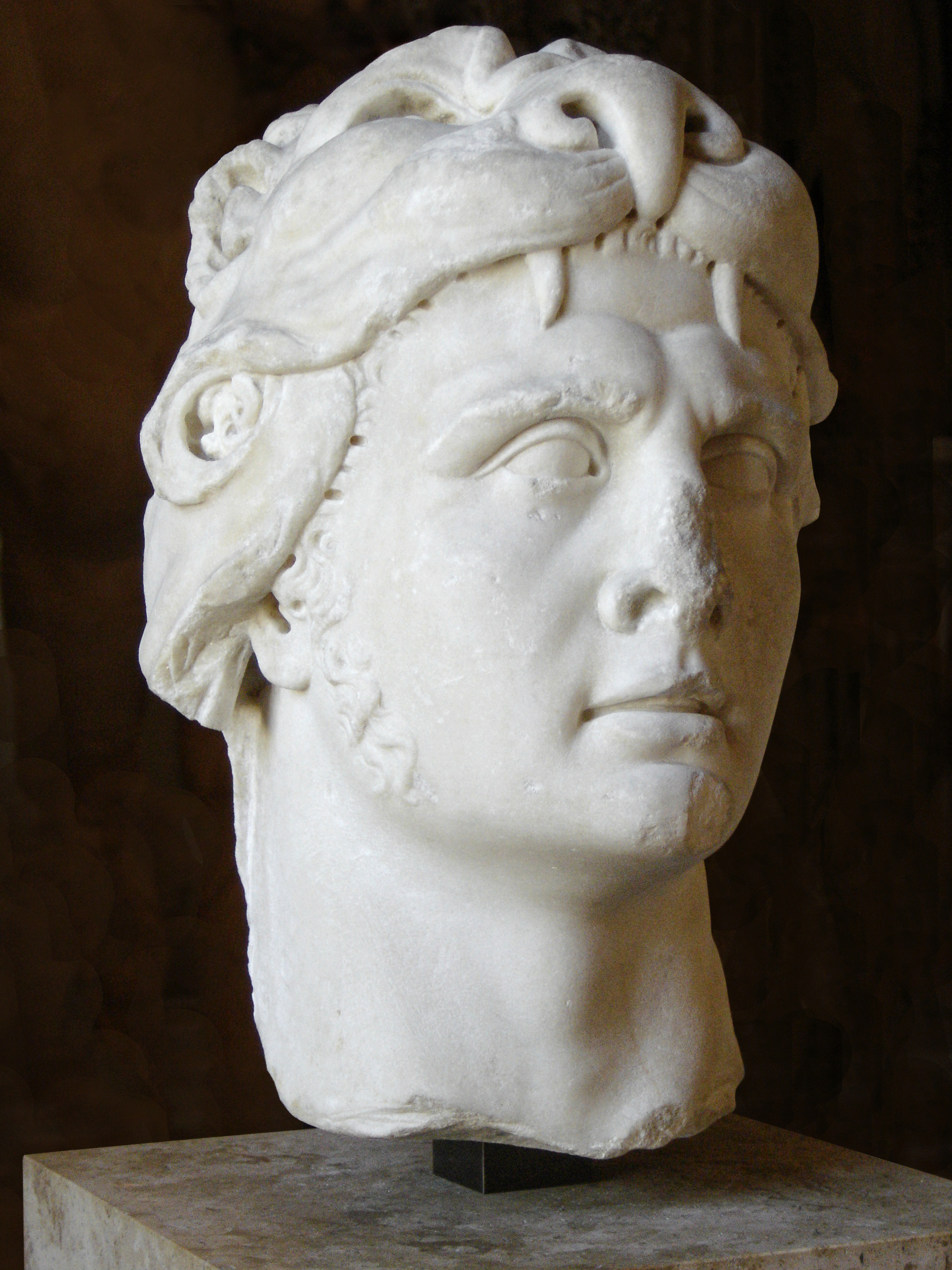
تصویر ۳: مهرداد ششم پادشاه پنتوس

- ۱۲۰: اوج گرفتن قدرت پادشاهی پنتوس به وسیله مهرداد ششم پنتوس. (تصویر ۳: سردیس)
- ۱۰۹ :  فتح ارمنستان توسط مهرداد دوم
- ۱۰۹ تا ۱۰۷ : جنگ مهرداد دوم با سکاها و وابسته شدن دولت جدید سکستان به اشکانیان
- ۱۲۰ تا ۹۰:  اتحاد مهرداد ششم پنتوس با روم.
- ۱۰۰ تا ۹۱: حمله مهرداد ششم پنتوس به خاک روم در آسیای صغیر.
- ۹۰ تا ۸۸: فتح کاپادوکیه به وسیله مهرداد ششم پنتوس.
- ۸۷ تا ۸۶: آغاز جنگ‌های مهردادی. عقب راندن مهرداد ششم پنتوس از یونان و دیگر نقاط اروپا به وسیله رومیان.
- ۸۵ تا ۷۴: ایالت‌های آسیای صغیر دوباره به وسیله لوسیوس کورنلیوس سولا فتح می‌شود.
- ۷۵ تا ۷۲: شکست مهرداد ششم پنتوس از رومیان و گریختن و پیوستن به هم پیمانش تیگران دوم پادشاه ارمنستان.
- ۷۰: آغاز پادشاهی فرهاد سوم.
- ۶۷ تا ۶۳: پومپه سردار رومی، سوریه و ارمنستان را فتح کرده و آخرین پادشاه سلوکیان را از سلطنت عزل می‌نماید. جمهوری روم همسایه پادشاهی اشکانی می‌شود.
- ۶۳: مرگ مهرداد ششم پنتوس.
- ۵۳: حمله کراسوس رومی به امپراتوری اشکانی و شکست قوای روم طی نبرد حران. بنا بر برخی گزارش‌ها، سر کراسوس برای ارد دوم فرستاده می‌شود.
- ۵۱: حمله اشکانیان به سوریه.
- ۳۸: تاجگذاری فرهاد چهارم.
- ۳۶: جنگ‌های مارکوس آنتونیوس و اشکانیان بدون نتیجه پایان یافت.
- ۳۳: شورش تیرداد دوم علیه فرهاد چهارم پادشاه اشکانی. شکست فرهاد چهارم و عزیمت به روم.
- ۳۰: بازگشت فرهاد چهارم و پناه بردن تیرداد دوم نزد آگوستوس.
- ۲۰: بازگردانی درفش رومیان.∗ پس دادن آناتولی و سوریه به روم توسط دولت اشکانی.
- ۲: مرگ فرهاد چهارم.

## پس از میلاد
- ۱: پیمان‌نامه فرهاد پنجم با امپراتوری روم. دست کشی و عقب نشینی اشکانیان از ارمنستان.
- ۱۸: ژرمنیکوس ژولیوس سزار اعلام می‌دارد آرتاشز سوم پادشاه ارمنستان است.

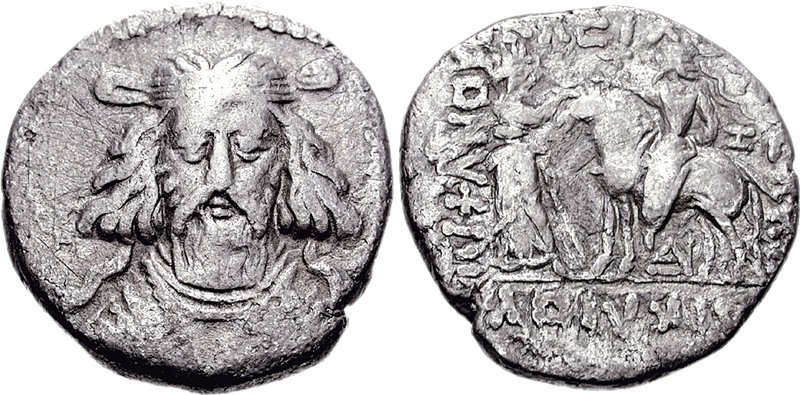
تصویر ۴:سکه اردوان سوم

- ۳۴: اردوان سوم اشکانی (تصویر ۴: سکه)، پسرش ارشک یکم را به زمامداری ارمنستان منصوب می‌کند.∗
- ۳۵: قتل ارشک یکم.
- ۳۷: اردوان سوم∗ ارمنستان را به روم واگذار کرده و با تیبریوس پادشاه روم صلح می‌کند.
- ۳۸: مرگ اردوان سوم∗
  - ۴۷: گندفر از پادشاهان پارتی هند، سکاهای شمالی را از گنداره اخراج کرد.
- ۵۱: حمله بلاش یکم پادشاه اشکانی به ارمنستان.
- ۶۶: نرون پادشاه امپراتوری روم، تیرداد یکم را به پادشاهی ارمنستان منصوب می‌کند. سلسله اشکانی ارمنستان رسماً تحت استیلای امپراتوری روم بنیان نهاده شد.
- ۷۷: مرگ بلاش یکم و آغاز پادشاهی پسرش بلاش دوم.
  - ۷۹: مرگ پلینیوس نویسنده و فیلسوف نامدار رومی و خالق دانشنامه تاریخ طبیعی پلینی.
- ۸۰: تاجگذاری پاکور دوم.
- ۱۰۵: تاجگذاری بلاش سوم. او بر بخش‌های شرقی پادشاهی اشکانی سلطنت می‌کرد.

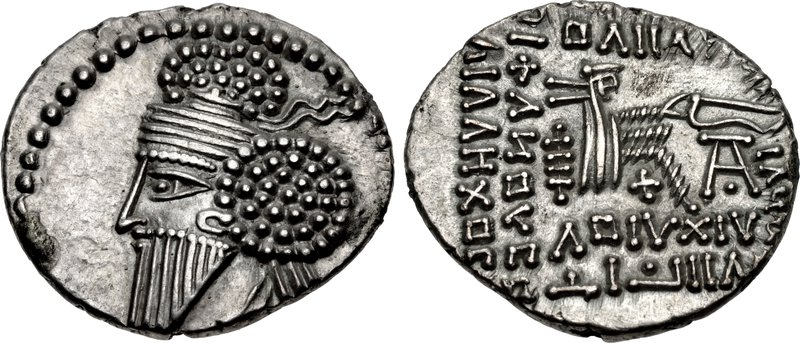
تصویر ۵: سکه خسرو اشکانی

- حدود ۱۰۵: آغاز پادشاهی خسرو اشکانی (تصویر ۵: سکه) جانشین قانونی پاکور دوم. تمام مدت پادشاهی خسرو اشکانی با سلطنت بلاش سوم در شرق قلمرو حکومتی اشکانیان، مصادف بود.
  - ۱۰۵ تا ۲۵۰ اوج قدرت شاهنشاهی کوشان، همسایه شرقی اشکانیان.
- ۱۱۴: آغاز فتوحات و لشکرکشی‌های تراژان به سمت شرق. امپراتوری روم علیه دولت اشکانی اعلان جنگ کرد و ارمنستان را ضمیمه خاک خود کرد.
- ۱۱۵ اشغال آشوریه، میان رودان (بین‌النهرین) و تیسفون توسط تراژان.
- ۱۱۷ مرگ تراژان. عقب‌نشینی هادریانوس از ارمنستان و بین‌النهرین.
- ۱۲۲ اعلام صلح بین دولت اشکانی و روم.

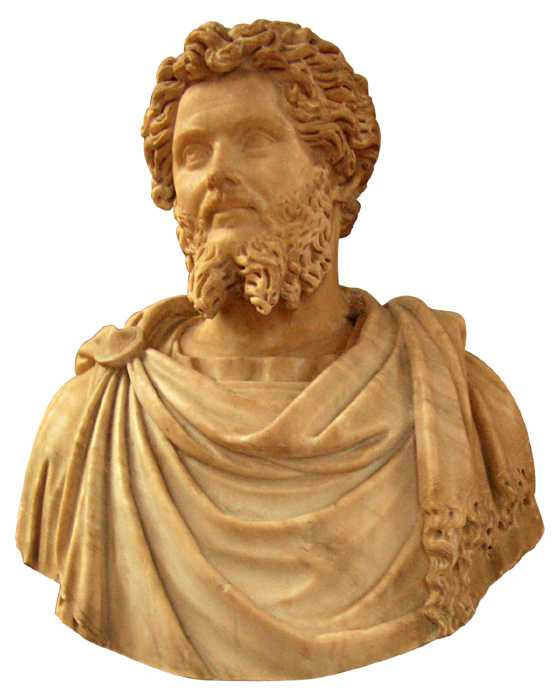
تصویر ۶: تندیس سپتیموس سوروس

- ۱۲۹ آغاز سلطنت مهرداد چهارم برادر خسرو اشکانی (یکم) و تداوم درگیری‌های او با بلاش سوم که رقیب مهرداد چهارم بود و در سرزمین‌های شرقی قلمرو حکومت اشکانیان سلطنت می‌کرد.
  - ۱۳۳ حمله آلانان به غرب آسیا.
- ۱۳۳ تاجگذاری بلاش چهارم. اتحاد دوباره دو پادشاهی شرق و غرب اشکانی. از دوره سلطنت بلاش سوم و خسرو اشکانی، به ترتیب پادشاهان اشکانی شرقی و اشکانی غربی، قلمرو اشکانیان دو پاره شده بود.
- ۱۶۳ شکست قوای اشکانی از اویدیوس کاسیوس سردار رومی.
- ۱۹۱ مرگ بلاش چهارم و تاجگذاری بلاش پنجم.
- ۱۹۵ سپتیموس سوروس (تصویر ۶: تندیس) پادشاه امپراتوری روم به ارتش بلاش پنجم حمله کرد.
- ۱۹۷ غارت تیسفون پایتخت اشکانیان به وسیله سپتیموس سوروس.
- ۲۰۸ تاجگذاری بلاش ششم.
- حدود ۲۱۴ تا ۲۱۷: زادروز مانی پیامبر ایرانی.
- ۲۱۶ تاجگذاری اردوان پنجم.∗
- ۲۱۷ مرگ کاراکالا شاه رومی. برقراری صلح بین اشکانیان و رومیان.
- ۲۲۴ شکست و قتل اردوان پنجم به وسیله اردشیر بابکان حاکم فارس (بعداً اردشیر یکم ساسانی) در نبرد هرمزدگان و پایان پادشاهی ۴۷۱ ساله اشکانیان.